# AD모터스 체인지
AD모터스 체인지는 AD모터스의 전기자동차이다.

## 1세대

### 체인지(2010년 9월~2014년 9월)
2010년 9월 24일에 출시되었다. 출시 당시엔 오로라라는 이름이었으나, 2011년부터 체인지로 변경되었다. 2012년 11월 23일에는 하드 1톤이 추가되었지만, 판매부진으로 2014년 9월 28일에 코비 2와 함께 후속차종 없이 단종되었다. 그 때, AD모터스도 사라졌다.